# 1937 en mathématiques
| Années des mathématiques : 1934 - 1935 - 1936 - 1937 - 1938 - 1939 - 1940    |
| Décennies des mathématiques : 1900 - 1910 - 1920 - 1930 - 1940 - 1950 - 1960 |

Cet article présente les faits marquants de l'année 1937 en mathématiques.

## Évènements
- 10 août : le mathématicien américain Claude Shannon soutient sa thèse de Master au MIT sur l'application de l'algèbre de Boole aux circuits de commutation électrique (publiée en 1938)[1].
- 4 septembre : le mathématicien allemand Hans Freudenthal envoie un article à la revue Compositio Mathematica dans lequel il démontre le théorème de suspension de Freudenthal[2].

## Naissances
- 1er janvier : 

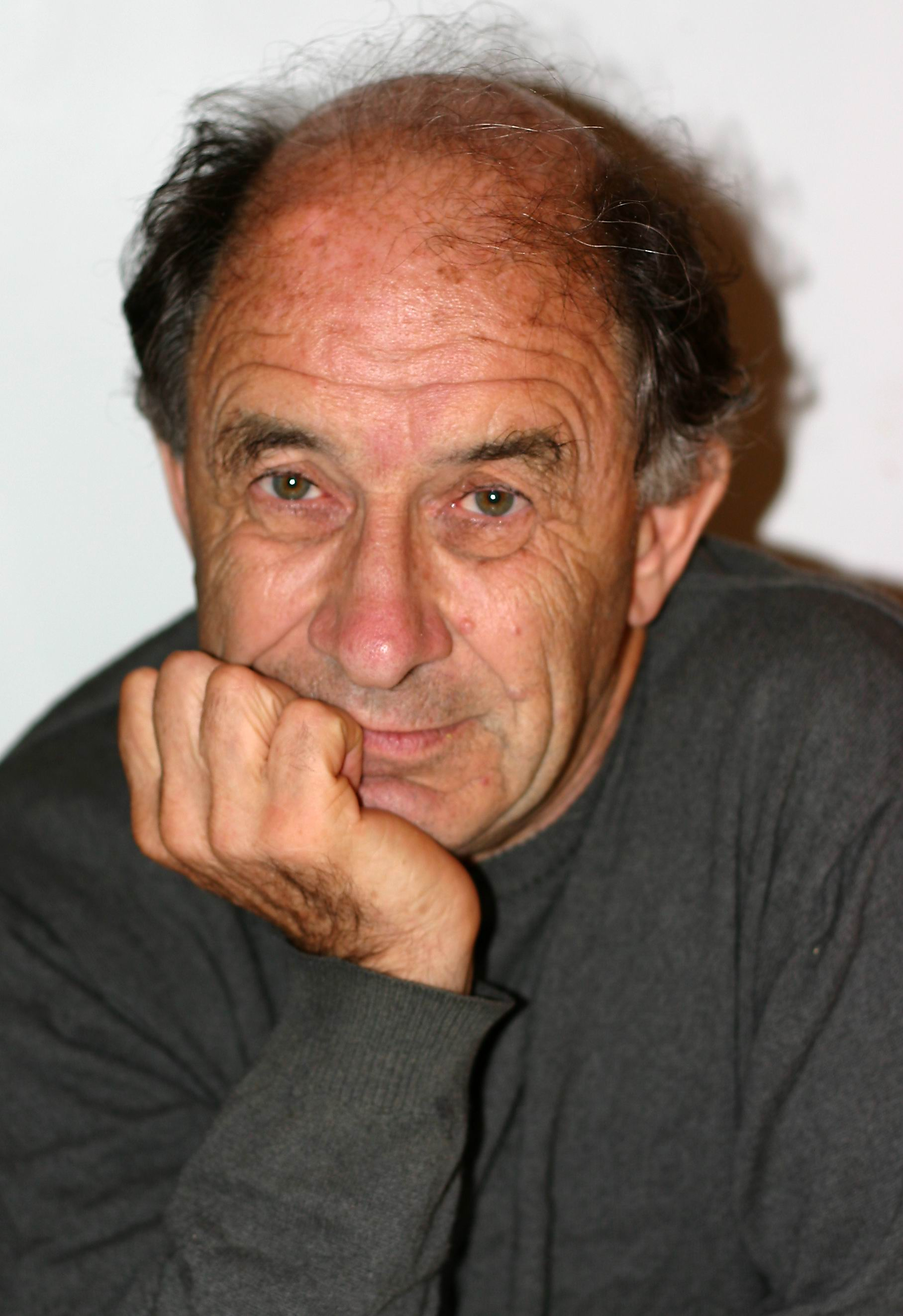
Vladimir Arnold

  - Mario Miranda, mathématicien italien.
  - Naum Z. Shor (mort en 2006), mathématicien soviétique et ukrainien.
- 6 janvier : Underwood Dudley, mathématicien américain.
- 10 janvier : James Ax (mort en 2006), mathématicien américain.
- 16 janvier : Gérard Fourez (mort en 2018), mathématicien, prêtre jésuite et théologien belge.
- 27 janvier : Edmond Bonan, mathématicien français.
- 31 janvier : Anatolii Alexevich Karatsuba (mort en 2008), mathématicien soviétique puis russe.
- 5 février : Alar Toomre, astronome et mathématicien estonien et américain.
- 9 février : William Lawvere, mathématicien américain.
- 16 février : Yuri Manin (mort en 2023), mathématicien allemand.
- 20 février : Roger Wets, mathématicien et statisticien belge-américain.
- 21 février : Claude Godbillon (mort en 1990), mathématicien français.
- 2 mars : Michel Demazure, mathématicien français.
- 9 mars : Roland Glowinski, mathématicien français.
- 12 mars : Paul E. Schupp, mathématicien américain.
- 5 avril : Andrzej Schinzel (mort en 2021), mathématicien polonais.
- 27 avril : Olga Bondareva (morte en 1991), mathématicienne soviétique.
- 16 mai : David Epstein, mathématicien britannique.
- 20 mai : Yvonne Dold-Samplonius (morte en 2014), mathématicienne néerlandaise.
- 21 mai : Christian Houzel, mathématicien et historien des mathématiques français.
- 4 juin :
  - Saliou Touré, mathématicien ivoirien.
  - Donald Dawson, mathématicien canadien.
- 11 juin : David Mumford, mathématicien américain.
- 12 juin : Vladimir Arnold (mort en 2010), mathématicien russe.
- 24 juillet : Jürgen Neukirch (mort en 1997), mathématicien allemand.
- 26 juillet :
  - Alberto Tognoli (mort en 2008), mathématicien italien.
  - Ernest Vinberg (mort en 2020), mathématicien russe.
- 4 août : Barbara Osofsky, mathématicienne américaine.
- 29 août : David J. Roy (mort en 2015), mathématicien et théologien canadien d'origine américaine.
- 11 septembre : Horst Herrlich (mort en 2015), mathématicien allemand.
- 17 septembre : Moshé Flato (mort en 1998), physicien et mathématicien français.
- 19 septembre : Jean Martinet (mort en 1990), mathématicien français.
- 7 octobre : Alexeï Sossinski, mathématicien soviétique et russe.
- 12 octobre : Mohammed Salah Baouendi (mort en 2011), mathématicien tuniso-américain.
- 15 octobre : Victor Guillemin, mathématicien américain.
- 3 décembre :
  - Carl R. de Boor, mathématicien germano-américain.
  - Cindy Greenwood, mathématicienne canadienne.
- 12 décembre : Jeremiah Farrell, mathématicien américain.
- 17 décembre : Bella Soubbotovskaïa (morte en 1982), mathématicienne soviétique.
- 19 décembre : Barry Mazur, mathématicien américain.
- 24 décembre : Joan R. Moschovakis, mathématicienne américaine.
- 26 décembre : John Horton Conway (mort en 2020), mathématicien britannique.

## Décès
- 21 janvier : Erich Trefftz (né en 1888), mathématicien allemand.
- 26 janvier : Robert de Montessus de Ballore (né en 1870), mathématicien français.
- 9 février : Francis Sowerby Macaulay (né en 1862), mathématicien britannique.
- 13 mars : Lars Edvard Phragmén (né en 1863), mathématicien suédois.
- 29 mai : Lucjan Böttcher (né en 1872), mathématicien polonais.
- 12 juillet : Gian Antonio Maggi (né en 1856), mathématicien et physicien italien.
- 29 août : Otto Hölder (né en 1859), mathématicien allemand.
- 17 octobre : Frank Morley (né en 1860), mathématicien anglais.
- 25 novembre : Alessandro Padoa (né en 1868), mathématicien et logicien italien.